# 東大寺学園中学校・高等学校
東大寺学園中学校・高等学校（とうだいじがくえんちゅうがっこう・こうとうがっこう 英: Todaijigakuen Junior & Senior High School）は、奈良県奈良市山陵町に所在し、中高一貫教育を提供する私立男子中学校・高等学校。

## 概要
高等学校において、中学校から入学した内部進学の生徒と高等学校から入学した外部進学の生徒との間で、第2学年から混合してクラスを編成する併設混合型中高一貫校。ただし、後述するようにすでに高等学校単独での生徒募集は停止しており、将来的には完全な中高一貫校となる予定である。東大寺が経営母体である。
東大寺学園中学校・高等学校は、1926年（大正15年）に東大寺の社会貢献事業の一つとして設立された金鐘中等学校（夜間中学（旧制））が母体となっている。
戦後、新学制となってからは、1947年（昭和22年）に青々中学校を新設、1948年には金鐘中等学校を金鐘高等学校（定時制）と改称した。
1963年、学校法人名を「金鐘学院」（1933年設立）から「東大寺学園」へ改称し、全日制課程を設置した東大寺学園高等学校を新設。それに伴い、青々中学校は東大寺学園中学校に改称され、金鐘高等学校も「東大寺学園高等学校定時制課程」として統合された。
1974年、定時制課程は廃止された。
東大寺境内（南大門の西隣）の頃は校地が狭く運動場も借用であったが、1986年、山陵町（みささぎちょう）の自然豊かな4万m2を越える地に移転した。旧校舎は講堂・体育館（黒川紀章設計）のみが「金鐘会館」を経て改修の上300人規模の「金鐘ホール」（東大寺総合文化センターの一部）として活用されている。それ以外は2008年秋に解体され、跡地に東大寺総合文化センターの東大寺ミュージアム（2010年10月10日開館）が設置されている。
2021年度より中学校の募集人員が200名に変更され、2024年度より高校募集は停止された。

## 教育理念

### 建学の精神
- 社会に有為な人材を送り出す[5]

#### 学園が目指すこと
東大寺学園が目指すこと（教育方針・教育目標）として以下を掲げている：
1. 基礎学力の充実 - 中高一貫教育を基本として、基礎学力の充実・錬磨につとめ、高等教育への素地をつくる
2. 進取的気力の養成 - 進んで心身を鍛練し、個性の伸長・自主性の確立につとめ、いかなる苦難にも屈せぬ気概を養う
3. 豊かな人間性の形成 - 東大寺創建の精神にかんがみ、生あるものすべての共存・相互扶助への自覚を深め、情操豊かな人間性の育成につとめる

#### 「自由」という教育環境
個性や自主性、しなやかな感性を育む上で、「自由」という教育環境は不可欠であると考えられ、不合理なもので生徒を縛り付けるようなことや、一方的に生徒に従順さを強要することは無い、とされる。生徒の「自由」を最大限尊重し、この良き伝統を今後も大切に守っていきたいと考えられており、生徒が「自由」を享受し、互いに切磋琢磨しながら、自らの可能性を追求することが切望されている。

## 沿革

### 年表
- 1926年5月4日 - 金鐘中等学校設立認可（奈良県下6番目の旧制中学・初の夜学）
- 1943年4月28日 - 金鐘中等学校を金鐘中学校と改称
- 1947年4月1日 - 菁々中学校設立認可
- 1948年3月3日 - 学制改革により金鐘中学校を金鐘高等学校（定時制）と改称
- 1963年4月1日 - 全日制高等学校を開設。東大寺学園中学校・高等学校（定時制・全日制）と改称
- 1974年3月31日 - 定時制課程を停止
- 1986年4月1日 - 東大寺境内にあった旧校舎から、現在の場所に移転
- 2024年 - 高校募集を停止

### 設立の経緯
元々は大正時代に全日制・定時制2つの中学（旧制）を同時開校する構想があったが、東大寺の財政事情が急変して片方しか設けることができなくなり、社会的に緊急性が高かった定時制を先に開校することを決定した。
終戦後の新学制を間近に、旧制中学が新制高校に移行されることから、新制中学は公立においても一から作られる予定だった。奈良市内の小学校保護者が不安を覚え「旧制中学のような男子だけの新制中学を作れないか」と東大寺の清水公照に相談し、昼間空いている校舎を活用して開校する運びとなった。
青々中学校1期生は「仮称 平城中学校」として近隣の小学校から募集され、1947年4月に設立認可、「青々中学校」と正式な校名が決まった。人材育成を想起させる詩経の一節「菁々者莪」が由来。1期生が卒業を控えた1950年1月、全日制普通科高校設立について保護者と校長が懇談したが、設立には至らなかった。
青々中学校卒業生のほとんどは近隣の県立奈良高校へ進学していた。例えば1961年3月に卒業した84名（12期生）のうち、約70名が奈良高校に、約10名が奈良女子大学文学部附属高校へ進学した。優秀な生徒を引き続き教育したいとの声が内部からもあり、昭和30年代に入ると全日制普通科高校を新設する機運が高まった。
1960年2月の東大寺塔頭会議で、全日制普通科高校の新設が決定され、同年4月の青々中学校入学生から6年一貫教育が期された。1963年の東大寺学園中・高設立以降、中学校卒業者は新設の東大寺学園高等学校へ内部進学することになった。

### 改称
東大寺学園高校設置により、1963年4月から法人と全ての運営校を新名称「東大寺学園」で統一し、一斉に名称変更することになった。
- 学校法人「金鐘学院」（1933年設立）→ 学校法人「東大寺学園」
- 「金鐘高等学校」→「東大寺学園高等学校定時制課程（1974年閉校）
- 新設の全日制普通科高校 →「東大寺学園高等学校」
- 「青々中学校」→「東大寺学園中学校」
- 「金鐘学院奈良専修女学院」（1928年開校）→「東大寺学園女子学院」（1975年閉校）
- 「金鐘幼稚園」（1934年開園、1945年閉園）、「みどり幼稚園」（1952年開園）→「東大寺学園幼稚園」

## 交通アクセス
- 奈良県奈良市山陵町1375番地
  - 近鉄京都線高の原駅から徒歩約17分。
    - 高の原駅から学校の間には、奈良交通バス（平城営業所）の急行バスが出る。

  - 近鉄京都線平城駅から徒歩約23分。

## 象徴

### 校歌
全2番。作詞は竹中郁、作曲は川澄健一。作成当時、校地は東大寺境内にあり「若草山のふもとの窓に」というフレーズを残している。

### 服装
制服は、高校では金鐘中等学校以来なかった。中学校では青々中学校以来の詰襟があったが、生徒会の活動により標準服扱い（着用自由）となったのち1995年に廃止されている。

## 学校生活
「校則」と呼ばれるものはないが、生徒の守るべき規則として「生徒心得」がある。生徒手帳がなく、代わりに生徒証という三つ折の紙がある。仏教校である特徴として、入学式・卒業式の際に東大寺の僧（理事長）が挨拶に来ること、旧校舎時代は登下校時に大仏殿に向かって一礼する慣習があったことなどが挙げられる。「大仏殿一礼」は、ほぼ唯一の仏教的な慣習だった。境内地から移転した今でも、生徒証提示で大仏殿・三月堂（法華堂）・戒壇院などを無料で拝観できる。また、現在でも校舎内の「転心殿」に毎朝礼拝する。
現校舎（奈良市山陵町）は中学棟、高校棟、転心殿、圓融館（えんゆうかん）、体育館、上グラウンド、下グラウンド、中庭（サンガティスクエア）などからなる。並び建つ中学棟と高校棟の間に転心殿が建ち、その上を渡り廊下が結んでいる。高校棟の横には図書館棟が、中学棟の横には圓融館が建つ。傾斜地に建設されているため半地下の1階を含む4階建てで、一部教室からは東大寺大仏殿や興福寺五重塔を遠望することができる。東大寺境内の旧校舎時代は、グラウンドはないに等しく、体育の授業などでは県営春日野グラウンドを借用するとともに大仏殿の北東にあった通称「第3グラウンド」と呼ばれる小さなグラウンドを使用していた。夏の水泳授業では県営春日野プール（現存しない）を使用していた。また、東大寺の境内もランニングコースとして体育の授業や運動部の練習で利用されていた。
2019年度夏期休暇期間より中庭に中学棟の増築が行われ、2020年春に竣工した。その教室を利用し、2021年度より中学の定員が200名へ増員（4クラスから5クラスへ増）された。
創立100周年記念として2024年より下グラウンド奥に第二体育館の建設が開始され、2026年に完成する予定となっている。

## 学校行事

### 東大寺学
中学校道徳教育の時間を用いて、東大寺僧侶（学園常任理事）や関係者のもと、東大寺に関する文化・思想・伝統行事などを学習する。二月堂供田にて東大寺学園幼稚園園児（年長組）と田植え・稲刈りする体験もあり、収穫された餅米は修二会（お水取り）のお供え餅などに使用される。兄弟姉妹のいない一人っ子家庭の生徒が少なくないため、年下の園児をお世話することも学習のうちとしている。創立以来、明確な宗教教育がなかったが2011年から開始。

### 聖武天皇祭
学校主催行事ではないものの、東大寺での「聖武天皇祭（聖武祭）」を新入生（中1と高校編入生）が見学する。高校生はこの祭礼行列を含め、夏休みの売店事務など、東大寺関係のアルバイトをすることができる。聖武天皇祭の5月2日（聖武天皇忌日）および「大仏さま秋の祭り」の10月15日（大仏造立の詔が発された日）は全校休校日となる。

### 菁々祭（文化祭）
菁々祭（せいせいさい）は毎年9月（通例第2週の土日）に催される文化祭である。
菁々祭公式パンフレットによると、通例主に

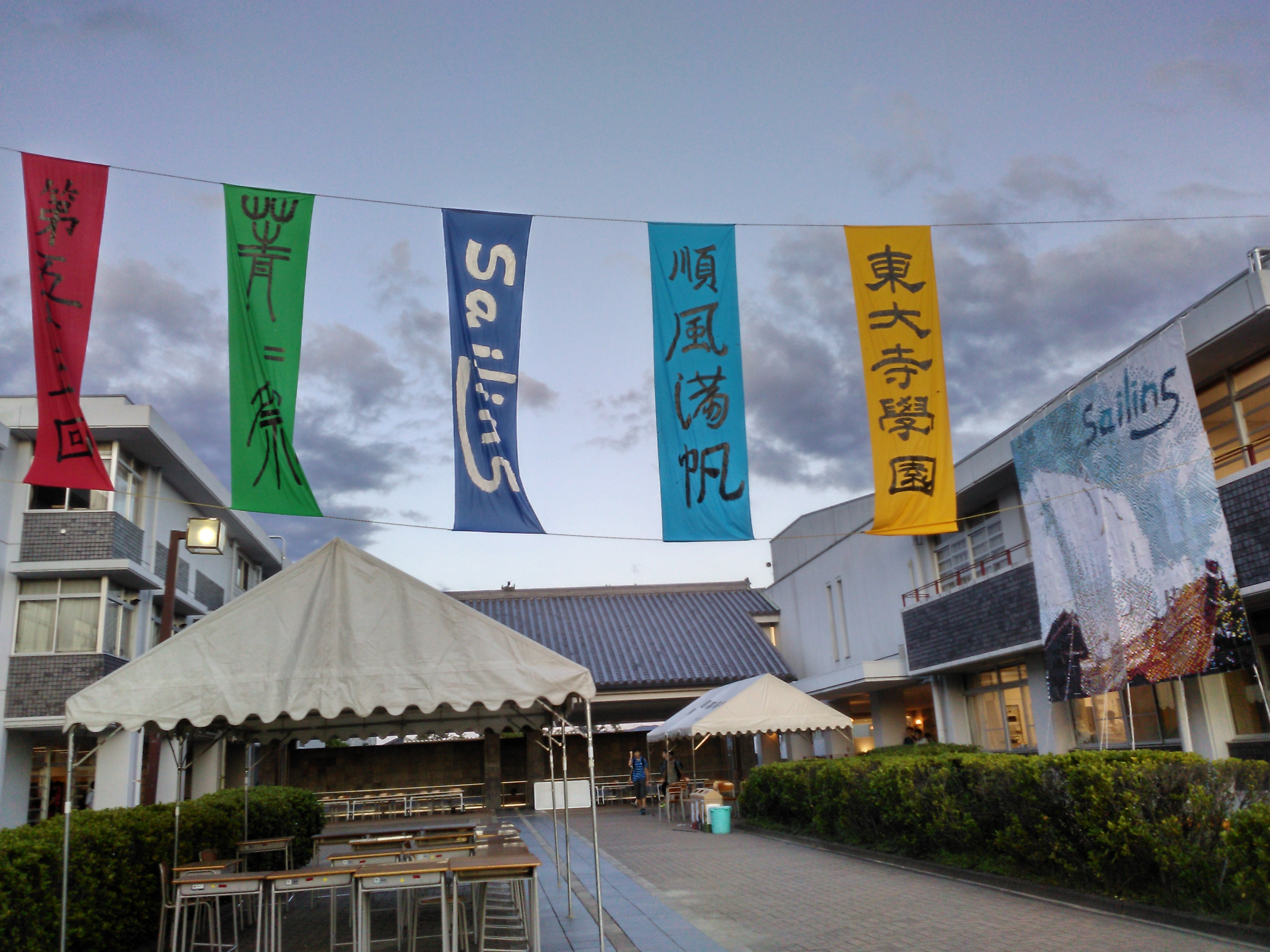
菁々祭における転心殿前の様子

- 展示（各学年、クラブ、同好会、有志団体が主催）
- 演奏会（音楽部や室内楽部、和太鼓同好会などが主催）
- 中庭イベント（Mr.美少女コンテスト[注 3]、イケメンコンテストなど）
- 中夜祭・後夜祭（ダンス、バンド演奏など）
- 物品販売（各運動部による食べ物、園芸部による植物の苗や球根、学校直営の各種TDJグッズ販売）
- 体験授業（一部の教師のみ）

などが行われる。

### 体育祭
旧校舎時代から長年にわたって中止されていたが、2005年度より当時の中学校1年生が非公式ながら再開。2006年度は当時の中学校1・2年生により開催された。そして2007年度より、学園の公式行事として認められている。

### 球技大会・サッカー大会
旧校舎時代には、体育祭の代わりに球技大会が開催されていた。また、冬にはサッカー大会も開催されていた。現在は球技大会は学校行事としてではなく、各学年ごとの行事として行われている。

### 長距離走大会
中学生対象。旧校舎時代の1968年までは県道高畑山線で山村町往復の10キロ走で行われていたが、交通量増加の関係もあり以後は東大寺の境内で開催されていた。校門前を観光客注視の中でスタートし、大仏殿・二月堂・三月堂・手向山八幡宮などを巡るコースを多くの生徒たちが駆け抜けていた。現在の大会は、祝園付近から木津川に沿って北上するコースである。

### 学年行事
研修旅行
中学2年時の国内旅行。長崎県、沖縄県、東京都、北陸・四国方面であることが多い。
スキー研修
中学3年時。志賀高原（長野県）であることが多い。
夏山登山
高校1年時。槍ヶ岳・穂高連峰など北アルプス方面となることが多い。
オックスフォード短期留学
高校2年時。オックスフォード大学のカレッジにて教員・学生と交流。2016年から開始。2019年には希望者が多かったためブライトン大学への短期留学プログラムも設けられた。
修学旅行
高校2年時の国内外旅行。学年投票で決めるため、北海道、小笠原諸島、台湾、ベトナム、マレーシア・シンガポール、オーストラリア、バルト2国、ロンドン、など行き先は様々である。「中止」が最多投票だった年は実施されなかった（1966年、1975年、1976年の過去3回）。

## 課外活動
運動系では陸上競技部、ハンドボール部、硬式テニス部、文化系ではクイズ研究部、百人一首部、囲碁将棋部などが強豪である。芸術系の発表会においても、音楽部、写真部、書道部などが入賞。
掛け持ちで活動する生徒も多く、自主裁量により高校3年生まで続けることができる。加入率は2019年1学期時点で、中1生113%、中2生109%、中3生111%、高1生88%、高2生91%、高3生30%。文化系は高2生が部長を務め中高全体を牽引し、運動系は大会出場単位となる高校・中学それぞれに主将（部によってはキャプテンと呼称）など役職を設けることが多い。
クラブは「部」と「同好会」に区分される。生徒会予算（全体予算約900万円）から単独で配分されるかどうか、学校の公式代表として大会に出場できるか否か、という差がある。以下、掲載順序や実績は学校公式情報（受験生向け SCHOOL GUIDE）に倣った。

### 運動系
- 陸上競技部（2019年 全国6位）（2018年 全国5位）（2017年 全国出場）
- 軟式野球部（中高ともに軟式）
- バレーボール部
- バスケットボール部
- 卓球部（2019年 全国出場）
- 柔道部
- 剣道部
- ハンドボール部（2019年 全国出場）（2018年 全国出場）（2017年 全国出場）
- サッカー部
- バドミントン部
- 硬式テニス部（2016年 2023年全国出場）

### 文化系
- 新聞部（校内新聞「菁々新聞」を編集・発行する）
- 歴史部菁史会（博物館展覧・史跡散策小旅行・東大寺関係行事拝観など）
  - 生徒指導部との混同を避けて“菁史部”とならなかった。2011年末からは部であることを示すために「歴史部」を冠する）
- 科学部（2019年 科学の甲子園全国出場）
- 電子工作部（2019年 TEPIAロボットグランプリ全国優勝、創造アイデアロボットコンテスト全国出場）
  - 2011年度までの名前は「放送部」。校内放送ではなく電子工作・プログラミングなど。名称はかつてアマチュア無線を行っていたことに由来
- 園芸部（植物の栽培・焼き芋大会・文化祭での植物販売）
- 音楽部（主にロック音楽）
- 囲碁将棋部（2019年 全国出場）
- 美術部
- 写真部（2016年 全国出場）
- 室内楽部（主にクラシック音楽）
- 百人一首部（2019年 全国3位、全国A級個人3位）（2018年全国出場）（2017年 全国B級個人優勝）
- クイズ研究部（2023年時点 高校生クイズ 優勝3回、準優勝2回、出場回数24回は全国最多）
- 書道部
- 鉄道研究部（鉄道旅行・鉄道写真撮影・鉄道模型作成など）
- 数学研究部（2017年 国際物理オリンピックインドネシア大会金メダル）（2016年 国際物理オリンピックリヒテンシュタイン大会金メダル）
- 英語部（2019年 全日本高校模擬国連大会出場）（2018年 全日本高校模擬国連大会出場）
- 折り紙研究部
- 情報研究部
- ロケット研究部

### 同好会
- 登山同好会
- マジック同好会
- MGA同好会（MGAはモデル＝模型・ゲーム・アニメーションの略）
- 文藝同好会
- チェス研究会
- 観賞魚同好会（観賞魚と書いてオサカナと読む）（2020年放送 緊急SOS!池の水ぜんぶ抜く大作戦「世界遺産東大寺から伝説の天然記念物」に参加）
- 和太鼓同好会
- ドラえもん研究会
- 暗号同好会
- VOCALOID&作曲同好会
- ラーメン同好会
- ポケモン同好会
- 独楽研究会
- 東方研究会

### 文化祭有志団体
顧問教員の下文化祭の出展等で活動する「有志団体」という活動形態も存在した。令和六年度を以て廃止。

### 個人での大会参加
部や同好会が無くとも、個人的なチャレンジを奨励していることが課外活動の特色である。
- ソロ演奏 - 全国金賞（2015年 コンコルソムジカアルテ バイオリン部門）、全国銅賞（2013年 日本ギターコンクール高校生部門）[13]
- 映画製作 - ゆうばり国際ファンタスティック映画祭フォアキャスト部門上映・史上最年少正式出品（2013年）、なら国際映画祭凱旋上映（2014年）[14]
- レスリング - 全国優勝（2013年 全国中学選手権大会 73kg級）[15]
- 水泳（平泳ぎ） - 全国4位（2011年 国民体育大会）、全国6位（2011年 インターハイ）、全国8位（2012年 インターハイ）[13]

### その他
- 日本テレビの全国高等学校クイズ選手権の全国大会に、歴代最多の26回出場。この内、第6回（1986年）、第29回（2009年）、第43回（2023年）の3回優勝した。
- 全国高校生金融経済クイズ選手権の第3回（2008年度）と第6回（2011年度）で優勝している。
- 2010年11月22日には『クイズプレゼンバラエティー Qさま!!』の『プレッシャーSTUDY』の特別企画である「全国インテリ高校No.1決定戦」に出場し、優勝した。

## 生徒募集
東大寺学園中学校の募集人員は200名。転学および編入学の募集・受け入れは実施されていない。
帰国子女向けの入学試験は設定されていない。

### 高校募集停止
2020年、「令和元年度 学校法人東大寺学園 事業報告書」に「高校募集停止・中高完全一貫教育に向けて」という記述があり、東大寺学園高等学校からの生徒募集を停止する方針が打ち出された。同年6月25日、2021年度より中学校の募集人員を200名に、40名増の認可申請中であることを公表し、2021年度以降の募集人員は200名となる。
2022年6月の読売新聞記事（当時の校長へのインタビュー）では「24年度から高校募集を停止し、完全中高一貫校となる」と記された。
2023年4月14日、奈良新聞は学校側への取材に基づき、2024年度の高校生徒募集を停止する予定であると報じた。その後の報道では、完全一貫化の議論は10年近く行っており、高校での募集定員に入学者が満たない年も出るといった状況も踏まえ、停止に至ったとしている。同年5月13日には、学校ウェブサイト上にて2024年度の高校募集を実施しないことを公表した。

## 関係者組織

### 同窓会
東大寺学園高等学校（全日制）については、同窓会も青々中学校と合同で形成され、名称は「東大寺学園同窓会菁々（せいせい）」。1期生 - 13期生は青々中学校OB、14期生以降は東大寺学園高等学校OB、と構成している（14期生 - 16期生の内部進学組は青々中学校OBでもある）。2018年3月卒業生が66期生で、会員数は約10200名。
「東大寺学園同窓会菁々」以外の組織は、以下の通り。
- 金鐘会 -「金鐘中等学校」-「東大寺学園高等学校定時制課程のラインの同窓会（約1500名）もあり、別に構成されている。
- 東菁会（とうせいかい） - 卒業生の保護者だけで構成する。
- 菁々会（せいせいかい） - PTA であり、同窓会と混同されやすい。

## 著名な出身者

### 政治・行政

#### 国会議員
- 安達悠司 - 参議院議員（1期目・2025年 - ）
- 白浜一良 - 参議院議員（4期・1989年 - 2013年）、公明党顧問（2013年 - ）・元副代表
- 中村哲治 - 衆議院議員（2期・2000年 - 2005年）、参議院議員（1期・2007年 - 2012年）、法務大臣政務官（2009年 - 2010年）、生活の党奈良県連代表、元民主党副幹事長・奈良県連代表
- 堀井巌 - 参議院議員（2期目・2013年 - ）、外務大臣政務官（2017年 - 2018年）、外務副大臣（2023年）、自由民主党参議院副幹事長、奈良県連副会長
- 本田太郎 - 衆議院議員（2期目・2017年 - ）、外務大臣政務官（2021年 - ）、京都府議会議員（1期・2015年 - 2017年）、自由民主党、弁護士

#### 中央官僚
- 久保田雅晴 - 国土交通省航空局長
- 末永広 - 内閣府大臣官房審議官兼遺棄化学兵器処理担当室長
- 田邉昌徳 - 元預金保険機構理事長（2010年‐2015年）、元日本銀行信用機構局長、元アクサ生命保険他取締役会長、武蔵野大学客員教授、農林中央金庫経営管理委員（2019年‐）
- 谷本光司 - 元近畿地方整備局長、阪神水道企業団企業長
- 茶谷栄治 - 第18代財務事務次官
- 戸田英作 - 国際連合環境計画（UNEP）水銀に関する水俣条約事務局シニア・プログラム・マネジメント・オフィサー、元環境省
- 引原毅 - 外交官、在ウィーン国際機関日本政府代表部特命全権大使
- 正木一博 - 日本銀行 理事 兼 大阪支店長
- 森昌文 - 第19代国土交通事務次官、内閣総理大臣補佐官

#### 地方
- 今城克啓 - 高島市長（1期目・2025年 - )、高島市議会議員（2期・2017年 - 2024年）
- 上田繁潔 - 奈良県知事（3期・1980年 - 1991年）、退官後に関西大学理事長（旧制金鐘中等学校卒業）
- 大津裕太 - 京都市会議員（2期目・2015年 - ）、地域政党京都党幹事長
- 金剛一智 - 宇陀市長（1期目・2020年 - ）
- 並河健 - 天理市長（3期目・2013年 - ）

### 法曹
- 永野厚郎 - 名古屋高等裁判所長官（2020年 - 2021年）、司法研修所所長（2018年 - 2020年）
- 村瀬拓男 - 週刊新潮編集者・『火垂るの墓』製作委員を経てメディア問題専門弁護士
- 安浪亮介 - 最高裁判所判事（2021年 - ）、大阪高等裁判所長官（2018年 - 2021年）

### 経済・実業
- 上村康太 - 元シンクランチ代表取締役副社長
- 桶谷功 - インサイト代表取締役、経営コンサルタント
- 喜多恒雄 - 前日本経済新聞社代表取締役会長、学校法人東大寺学園理事（菁々中学校卒業）
- 楠見雄規 - パナソニックホールディングス代表取締役社長（第9代）、グループCEO、グループCSO
- 斉藤秀親 - 三菱倉庫代表取締役社長
- 島谷能成 - 東宝代表取締役社長（2011年 - 2022年）、東宝映画代表取締役社長（2010年 - 2012年）、映画プロデューサー（八つ墓村など）
- 城野和也 - 元シティバンク銀行株式会社代表取締役社長兼CEO
- 田村直樹 - 日本銀行政策委員会審議委員（2022年 - ）、元三井住友フィナンシャルグループ・三井住友銀行上席顧問
- 蔦田守弘 - 鴻池組代表取締役社長（2008年 - ）、全国建設業協会副会長
- 野村正雄 - 元奈良銀行（三栄相互銀行）社長・頭取（青々中学校卒業）
- 秦充洋 - ケアネット共同創業者、元ジーパラドットコム代表取締役社長
- 広津崇亮 - HIROTSUバイオサイエンス代表取締役（線虫がん検査）
- 堀直樹 - 三菱UFJ銀行取締役会長（代表取締役）CAO（監査部担当）（2021‐）
- 森雅彦 - DMG森精機代表取締役社長、学校法人東大寺学園理事
- 山元淳史 - 出光エンジニアリング代表取締役社長
- 吉田昌功 - 近鉄グループホールディングス取締役社長（初代：2015年‐2020年）、近鉄不動産代表取締役会長（2020年‐2023年）、大阪商工会議所副会頭（2018年‐）、東大寺学園同窓会「菁々」会長

### 宗教
- 狹川普文 - 東大寺別当（第222世・第223世）・華厳宗管長
- 新藤晋海 - 東大寺別当（第216世）・華厳宗管長（旧制金鐘中学校卒業）
- 守屋弘斎 - 東大寺別当（第214世）・華厳宗管長（旧制金鐘中学校卒業）

### 文化・芸能・スポーツ・メディア
- 安部大介 - 気象予報士、ウェザーニューズ執行役員
- 櫟原聰 - 歌人（現代歌人集会賞）、東大寺学園中高教頭（2008年 - 2011年）
- 上垣皓太朗 - アナウンサー（2024年 -  フジテレビ）
- 上野遼平 - 映画監督、映画プロデューサー、俳優
- 川島実 - プロボクサー（1998年 - 2003年 ウェルター級西日本新人王・MVP）、医師（宮城県気仙沼市立本吉病院院長 2011年 - 2014年）、在家僧侶（東大寺所属）
- 河野真也 - お笑い芸人（オクラホマ）、俳優
- 木村貴宏 - イラストレーター、アニメーター、作画監督、キャラクターデザイナー
- 久保弘毅 - スポーツライター、アナウンサー（1995年 - 2005年 テレビ神奈川）
- 榊一郎 - 小説家（ライトノベル作家）、脚本家、大阪アニメーションスクール講師（ノベリストコース）
- 仙田学 - 小説家、早稲田文学新人賞
- 高橋伴明 - 映画監督、京都造形芸術大学教授（映画学科長）
- 所太郎 - 歌手（「ザ・リガニーズ」「シュリークス」メンバー）、テレビリポーター、ラジオパーソナリティ、編曲家
- 暇空茜 - ゲームクリエイター、ブロガー、作家、YouTuber、政治活動家（中学のみ卒）
- 広瀬公巳 - ジャーナリスト、NHK解説委員、元国際部記者、ニューデリー支局長・大阪放送局副報道部長
- 松永光弘 - 編集者
- 宮西建礼 - 小説家（SF作家）、創元SF短編賞
- 山西惇 - 俳優（『相棒』角田六郎役）、声優

### 学術
- 淺野博宣 - 神戸大学教授（法学研究科／憲法）
- 安部浩 - 京都大学教授（人間・環境学研究科／哲学）
- 上野雄宏 - 大阪市立大学名誉教授（文学部／心理学）（菁々中学校卒業）
- 植村和秀 - 京都産業大学教授（法学研究科／政治思想史）
- 梅野宜崇 - 東京大学教授（生産技術研究所／ナノ・マイクロ機械物理学）
- 大西広 - 京都大学名誉教授、慶應義塾大学教授（経済学研究科／マルクス経済学）
- 奥和義 - 関西大学教授（政策創造学部／国際経済学）・学部長
- 奥井智之 - 亜細亜大学教授（経済学部／社会学）
- 奥野恭史 - 京都大学教授（医学研究科／ビッグデータ医科学）
- 勝良健史 - 慶應義塾大学教授（理工学研究科／作用素環論）
- 川﨑雅司 - 東京大学教授（工学系研究科附属量子相エレクトロニクス研究センター・物理工学専攻）
- 川島隆 - 京都大学准教授（文学研究科／ドイツ文学）
- 喜岡淳治 - 成蹊大学教授（文学部／教育学）
- 木岡伸夫 - 関西大学教授（文学部／哲学・倫理学）
- 北岡伸一 - 東京大学名誉教授（法学政治学研究科／政治学）、国際協力機構 (JICA) 理事長（2015年 - 2022年）、奈良県立大学理事長（2015年 - ）、国際大学学長（2012年 - 2015年）、政策研究大学院大学学長特別補佐・特別教授、国際連合日本政府代表部次席代表・特命全権大使（2004年 - 2006年）、「日中歴史共同研究」日本側座長（2006年 - 2009年）、サントリー学芸賞
- 木村幹 - 神戸大学教授（国際協力研究科／政治学）、サントリー学芸賞、アジア・太平洋賞
- 九鬼一人 - 岡山商科大学教授（法学部／哲学）
- 熊田一雄 - 愛知学院大学准教授（文学部／宗教学）、社会学者
- 栗本英世 - 大阪大学教授（人文科学研究科／社会人類学）
- 黒田知宏 - 京都大学教授（医学部附属病院／医療情報学）
- 小林健太 - 一橋大学教授（経営管理研究科・商学部／数値解析・数理ファイナンス）
- 小原克博 - 同志社大学教授（神学研究科）、学長（2024年4月-）
- 齊藤源顕 - 高知大学教授（医学部／薬理学）
- 澤田眞治 - 防衛大学校教授（総合教育学群／国際関係論）、国際政治学者
- 瀬地山角 - 東京大学教授（総合文化研究科／ジェンダー論）
- 瀬藤光利 - 浜松医科大学教授（医学部／細胞分子解剖学）・国際マスイメージングセンター長
- 髙折晃史 - 京都大学教授（医学研究科／血液内科学）、京都大学医学部附属病院院長
- 田中文啓 - 産業医科大学教授、産業医科大学病院院長
- 谷口規矩雄 - 大阪大学名誉教授（中国史）（青々中学校卒業）
- 田村元秀 - 東京大学教授（理学系研究科／天文学）、国立天文台教授、すばる望遠鏡を用いた太陽系外惑星探査の国際プロジェクトリーダー
- 東井正美 - 関西大学名誉教授（経済学部／農業経済学）、元経済学部長（旧制金鐘中等学校卒業）
- 直居靖人 - 京都府立医科大学教授（外科学教授）「Curebest 95GC breast」の開発者
- 中澤篤史 - 早稲田大学教授（スポーツ科学学術院／スポーツ社会学）
- 中須賀真一 - 東京大学教授（工学系研究科／航空宇宙工学）
- 中野俊一郎 - 神戸大学教授（法学研究科／国際法）
- 西川芳昭 - 龍谷大学教授（経済学研究科／開発行政学）・研究科長（2016年 - 2018年）、名古屋大学教授（2008年 - 2013年 国際開発研究科）、
- 丹羽仁史 - 熊本大学教授（発生医学研究所／幹細胞生物学）、STAP細胞論文共著者
- 橋本幸士 - 京都大学教授（理学研究科／素粒子論・弦理論）
- 橋本佳幸 - 京都大学教授（法学研究科教授／民法）
- 長谷川潔 - 東京大学教授（医学系研究科 ／消化器外科学）
- 東島誠 - 立命館大学教授（文学研究科／中世史）
- 廣瀬克哉 - 法政大学総長・教授（公共政策研究科／行政学）、「議員力検定」検定委員長
- 藤田恭之 - 京都大学教授（医学研究科／分子腫瘍学・癌細胞研究）
- 松島巖 - 前橋工科大学名誉教授、学長（2003年‐2007年、第2代）（菁々中学校卒業）
- 松本泰介 - 早稲田大学教授（スポーツ科学学術院／スポーツ法）、弁護士
- 村田敏一 - 立命館大学教授（法務研究科／商法）
- 毛利透 - 京都大学教授（法学研究科／憲法）
- 元橋一之 - 東京大学教授（工学系研究科／技術経営戦略学）
- 柳瀬典由 - 慶應義塾大学教授（商学研究科／保険学）
- 山本昭宏 - 神戸市外国語大学准教授（総合文化／日本近現代史）
- 横畑泰志 - 富山大学教授（理工学研究部／哺乳類学・保全生物学）
- 吉岡政徳 - 神戸大学名誉教授（国際文化学研究科／文化人類学）・研究科長、大平正芳記念賞
- 吉川真司 - 京都大学教授（文学研究科／古代史）
- 吉川吉樹 - 北海道大学准教授（法学研究科／民法）
- 芳村圭 - 東京大学教授（生産技術研究所／環境工学・水循環）
- 米澤好史 - 和歌山大学教授（教育学研究科／教育心理学）

## 歴代校長
東大寺学園の本流である金鐘中等学校の初代校長（鷲尾隆慶・第198世東大寺別当）ではなく、青々中学校初代校長の清水公照から数える。
- 初代 清水公照 - 東大寺の僧で書道教師。青々中学校を設立する市民運動に参加。のちに第207世・第208世東大寺別当。
- 2代 上司海雲 - 東大寺の僧で書道教師。のちに第206世東大寺別当。
- 3代 矢鋪大治郎 - 教員から昇格。
- 4代 次田吉治 - 教頭から昇格。
- 5代 西岡淑雄 - 教頭兼主事から昇格。
- 6代 田中良夫 - 奈良県立奈良高等学校校長から招聘。
- 7代 新藤晋海 - 東大寺の僧。理事長と兼任。のちに第216世東大寺別当。旧制金鐘中学校卒業生。
- 8代 牧野英三 - 奈良教育大学名誉教授から招聘。
- 9代 山田哲夫 - 奈良県立奈良高等学校校長から招聘。
- 10代 森本晧昭 - 京都府公立高等学校長会から招聘。
- 11代 田中満夫 - 副校長から昇格。
- 12代 矢和多忠一 - 奈良県教育委員会教育長から招聘。青々中学校・東大寺学園高等学校卒業生。
- 13代 森宏志 - 教頭から昇格。
- 14代 本郷泰弘 - 教頭から昇格。

## 併設学校
- 東大寺学園幼稚園 - 東大寺学園中・高の1985年度までの校地（東大寺大仏殿の隣、現：東大寺ミュージアム）の北側にある。